# Йозіас ван Аартсен
Йозіас ван Аартсен (нар. 25 грудня 1947, Гаага) — голландський політик, член Народної партії за свободу і демократію королівства Нідерландів. З 27 березня 2008 року мер Гааги. До того був міністром сільського госпордарства (1994—1998) та міністром закордонних справ (1998—2002 роки) Королівства Нідерландів.

## Біографія

### Раннє життя
Йозіас Йоханнес ван Аартсен народився 25 грудня 1947 року в Королівстві Нідерландів, є сином Яна вана Аартсена — політика Антиреволюційної партії, який також був міністром транспорту та водного господарства та міністром житлового будівництва. По закінченню середньої освіти (навчався у гімназії) Йозіас ван Аарсен вивчав правознавство у Вільному університеті в Аместердамі, але покинув навчання так його і не закінчивши. У 22 роки ван Аартсен переїхав до Гааги, і від тоді почалася його політична кар'єра.

### Політична кар'єра
У 1971 році, коли Ханс Вігель став лідером Народної партії за свободу і демократію, Йозіаса запросили працювати на Вігеля у Палаті представників вище згаданої партії. 
 У 1974 році Йозіас став генеральним директором наукового інституту Народної партії за свободу і демократію Королівства Нідерландів. 
 У 1978 році став помічником Генерального секретаря внутрішніх справ, а у 1985 році він і сам став Генеральним секретарем внутрішніх справ. Йозіас ван Аарсен був міністром сільського госпордарства з 22 серпня 1994 по 3 серпня 1998 року та міністром закордонних справ з 19 травня 1998 по 3 серпня 2002 року Королівства Нідерландів.
Протягом короткого пероду (з 19 травня 1998 року по 3 серпня 1998) Йозіас ван Аарсен був членом Палати представників. Після того, як він склав повноваження МЗС країни, Йозіас знову повернувся працювати в парламент, будучи членом Палати представників протягом 23 травня 2002 — 30 листопада 2006 років.
1 квітня 2004 року була зроблена спроба вбивства ван Аартсена в Гаазі. Йозіас не постраждав, але один з його співробітників отримав травму плеча. Нападник, 41 -річний адвокат на ім'я Фредерік де Джон зізнався, що його дії були політично мотивованими.
Йозіас ван Аарсен був лідером парламентської більшості з 27 травня 2003 до 8 березня 2006 року. У серпні 2006 року ван Аартсен оголосив, що не буде балотуватися як лідер Народної партії за свободу і демократію на майбутніх голландських загальних виборах того ж 2006 року. У 2008 році його обрали мером Гааги і Йозіас вступив на посаду 27 березня 2008 року. Був на посаді до 2017 року.
У тому ж році він тимчасово був королівським комісаром у провінції Дренте, з 2017 по 2018 рік був мером міста Амстердама.